# Zamach w Groznym (2002)
Zamach w Groznym – samobójczy zamach bombowy mający miejsce 27 grudnia 2002 w stolicy Republiki Czeczeńskiej, Groznym. Do zamachu użyto tzw. "samochodów-pułapek", wypełnionymi materiałami wybuchowymi, które eksplodowały przed główną siedzibą rządu.

## Szczegóły ataku
Według pracy komisji badającej sprawę zamachu, ustalono, że terroryści dostali się na teren rządowy, gdyż byli przebrani w wojskowe mundury, które nie wzbudziły podejrzeń w trzech pierwszych punktach kontrolnych w drodze do budynku. Wzbudzili oni jednak pewne podejrzenia podczas ostatniej czwartej kontroli, wtedy także rozpoczęła się strzelanina, zakończona eksplozją furgonetki, w której znajdowali się sprawcy, a której siła równoważna była około 1 tonie dynamitu. Eksplozja była tak silna, że czteropiętrowy rządowy budynek uległ prawie całkowitemu zniszczeniu. Pierwsze doniesienia na temat ofiar dotyczyły zaledwie 2 zmarłych, jednak w późniejszym czasie miejscowi urzędnicy powiadomili o blisko 83 ofiarach wybuchu (w tym 48, którzy zginęli na miejscu), oraz 210 osobach ciężko rannych.